# Raizō Ichikawa VIII
Raizō Ichikawa (市川 雷蔵, Ichikawa Raizō), né le 29 août 1931 à Kyoto et mort le 17 juillet 1969 à Tokyo, est un acteur japonais de film et de kabuki.

## Biographie

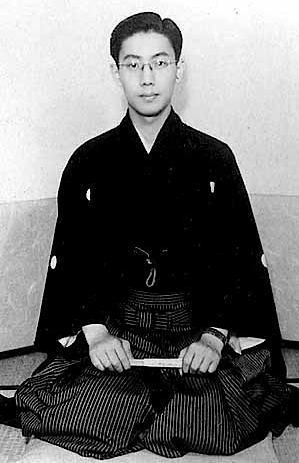
Raizō Ichikawa en 1951.

Raizō Ichikawa apparaît le plus souvent dans des films en costumes. Parmi ses films les plus connus, il faut noter la série Shinobi no mono (1962-1966) et plus particulièrement la grande saga, mais inégale, Nemuri Kyōshirō dans laquelle il tient le rôle-titre éponyme. Il a régulièrement travaillé avec le réalisateur Kenji Misumi, de cette collaboration a vu le jour la trilogie du sabre, regroupant Tuer ! (斬る, Kiru), La Lame diabolique (剣鬼, Ken ki) et Le Sabre (剣, Ken), ce dernier est l'adaptation d'un livre de Yukio Mishima.
Sous la direction de Kon Ichikawa, il participe aux films La Vengeance d'un acteur et Le Pavillon d'or (une autre adaptation d'un livre de Yukio Mishima).
Durant sa carrière, il a travaillé exclusivement pour le studio Daiei. Il a tourné dans près de 160 films entre 1954 et 1969.
Raizō Ichikawa meurt le 17 juillet 1969 à l'âge de 37 ans d'un cancer rectal alors qu'il est au sommet de sa carrière. Deux ans après sa mort, le studio Daiei fait faillite.

## Filmographie partielle
- 1954 : Hana no byakkotai (花の白虎隊?) de Katsuhiko Tasaka (ja)

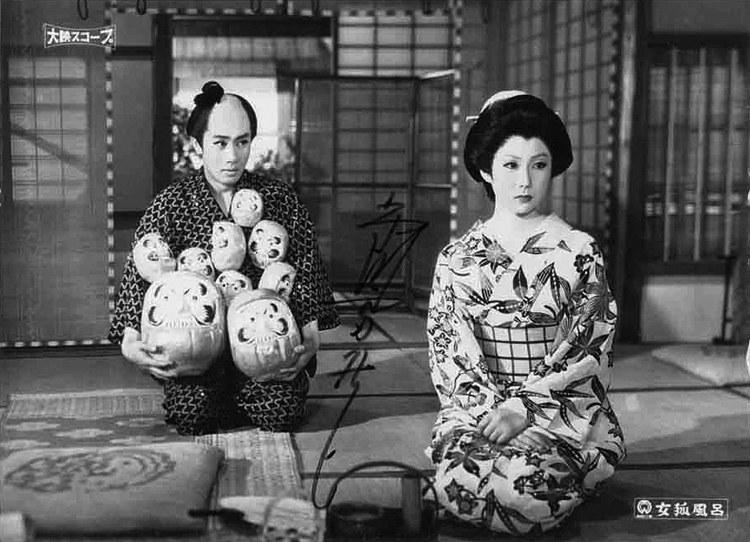
Raizō Ichikawa VIII et Michiko Saga dans Megitsune buro (1958).

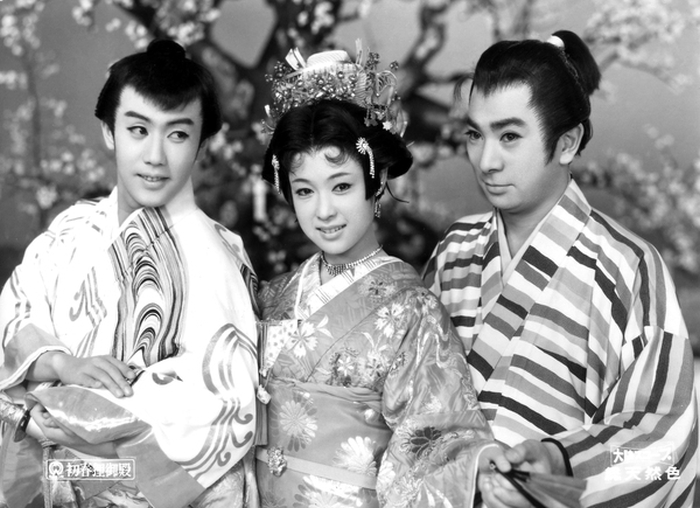
Raizō Ichikawa, Ayako Wakao et Shintarō Katsu dans La Princesse enchantée (1959).

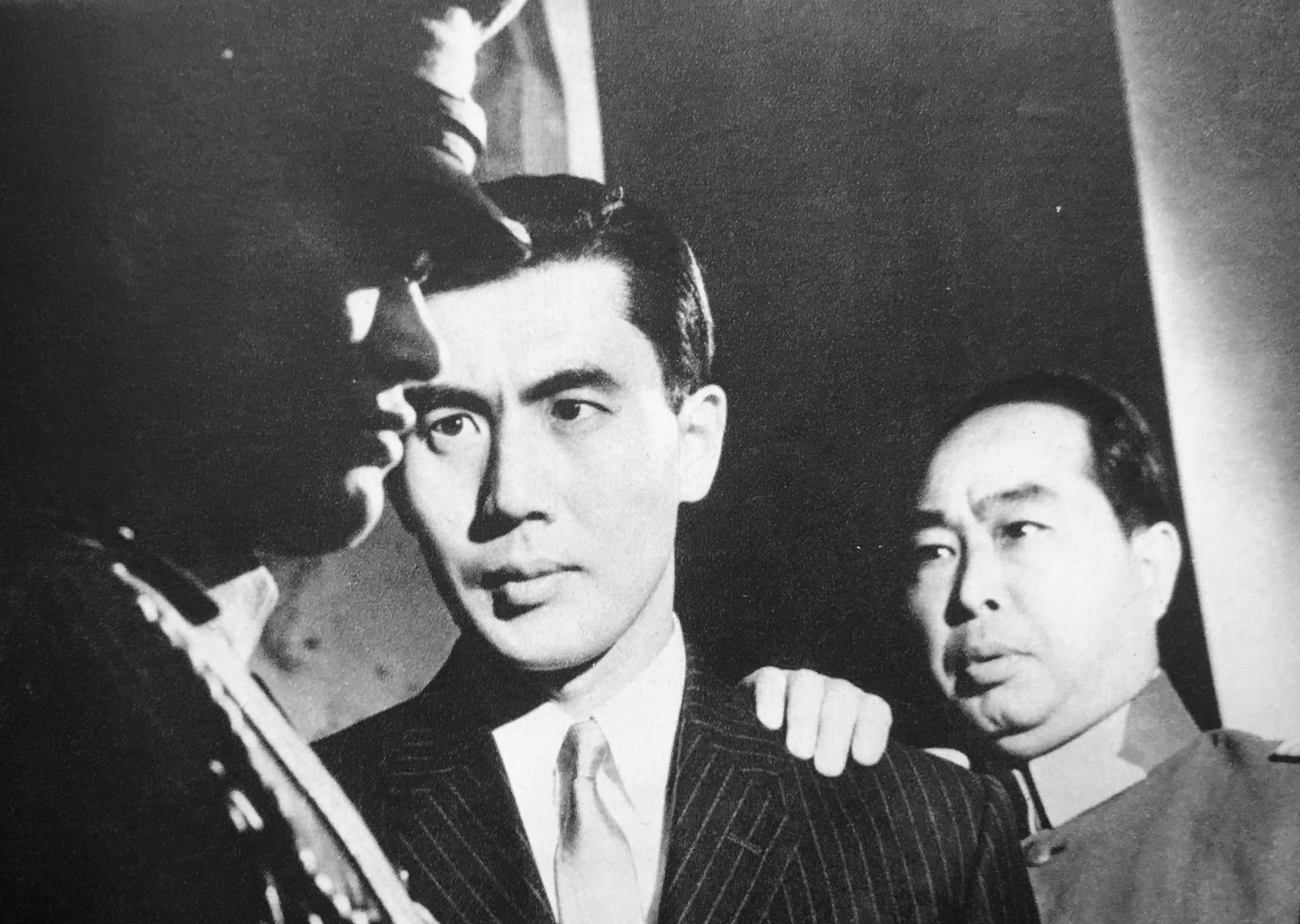
Raizō Ichikawa et Daisuke Katō dans L'École militaire de Nakano (1966).

- 1954 : La Princesse Sen (千姫, Sen-hime?) de Keigo Kimura : Hideyori Toyotomi
- 1955 : Le Héros sacrilège (新・平家物語, Shin heike monogatari?) de Kenji Mizoguchi
- 1957 : Une histoire d'Osaka (大阪物語, Osaka monogatari?) de Kōzaburō Yoshimura
- 1957 : Momotarō le samouraï (桃太郎侍, Momotarō samurai?) de Kenji Misumi : Momotarō / Shin'nosuke Wakagi
- 1958 : Megitsune buro (女狐風呂?) de Kimiyoshi Yasuda
- 1958 : Le Pavillon d'or (炎上, Enjō?) de Kon Ichikawa
- 1958 : Les Fourberies de Benten Kozō (弁天小僧, Benten Kozō?) de Daisuke Itō
- 1958 : La Vengeance des loyaux serviteurs (忠臣蔵, Chūshingura?) de Kunio Watanabe : Takuminokami Asano
- 1959 : La Princesse enchantée (初春狸御殿, Hatsuharu tanuki goten?) de Keigo Kimura
- 1960 : Le Fils de famille (ぼんち, Bonchi?) de Kon Ichikawa
- 1960 : Le Passage du grand Bouddha (大菩薩峠, Daibosatsu tōge?) de Kenji Misumi : Ryunosuke Tsukue
- 1960 : Daibosatsu tōge: Ryūjin no maki (大菩薩峠 竜神の巻?) de Kenji Misumi : Ryunosuke Tsukue
- 1961 : Okesa utaeba (おけさ唄えば?) de Kazuo Mori
- 1961 : Daibosatsu tōge: Kanketsu hen (大菩薩峠 完結篇?) de Kazuo Mori : Ryunosuke Tsukue
- 1961 : Kutsukate Tokijirō (沓掛時次郎?) de Kazuo Ikehiro
- 1961 : Le Nouveau roman de Genji (新源氏物語, Shin Genji monogatari?) de Kazuo Mori
- 1961 : Hana no kyōdai (花の兄弟?) de Kazuo Ikehiro
- 1962 : Tuer ! (斬る, Kiru?) de Kenji Misumi : Shingo Takakura
- 1962 : Le Secret du ninja (忍びの者, Shinobi no mono?) de Satsuo Yamamoto
- 1963 : La Vengeance d'un acteur (雪之丞変化, Yukinojō henge?) de Kon Ichikawa
- 1963 : Nemuri Kyōshirō sappōjō (眠狂四郎殺法帖?) de Tokuzō Tanaka : Nemuri Kyōshirō
- 1964 : Le Sabre (剣, Ken?) de Kenji Misumi
- 1964 : Sur la route à jamais (無宿者, Mushukumono?) de Kenji Misumi : Ipponmatsu
- 1964 : La Ballade de Kyōshirō Nemuri (眠狂四郎女妖剣, Nemuri Kyōshirō joyōken?) de Kazuo Ikehiro : Nemuri Kyōshirō
- 1965 : Kyōshirō Nemuri : le sabreur et les pirates (眠狂四郎炎情剣, Nemuri Kyōshirō enjōken?) de Kenji Misumi : Nemuri Kyōshirō
- 1965 : La Lame diabolique (剣鬼, Ken ki?) de Kenji Misumi
- 1966 : Daisatsujin orochi (大殺陣雄呂血?) de Tokuzō Tanaka
- 1966 : L'École militaire de Nakano (陸軍中野学校, Rikugun Nakano gakkō?) de Yasuzō Masumura
- 1967 : Le Silencieux (ある殺し屋, Aru koroshi ya?) de Kazuo Mori
- 1967 : La Femme du docteur Hanaoka (華岡青洲の妻, Hanaoka Seishū no tsuma?) de Yasuzō Masumura : Seishū 'Unpei' Hanaoka
- 1967 : Nemuri Kyōshirō burai hikae: Mashō no hada (眠狂四郎無頼控 魔性の肌?) de Kazuo Ikehiro : Nemuri Kyōshirō
- 1968 : Nemuri Kyōshirō onna jigoku (眠狂四郎女地獄?) de Tokuzō Tanaka : Nemuri Kyōshirō
- 1969 : Nemuri Kyōshirō akujogari (眠狂四郎悪女狩り?) de Kazuo Ikehiro : Nemuri Kyōshirō
- 1969 : Bakuto ichidai: Chimatsuri fudō (博徒一代 血祭り不動?) de Kimiyoshi Yasuda

## Distinctions

### Récompenses
- 1959 : prix Blue Ribbon du meilleur acteur pour Le Pavillon d'or et Les Fourberies de Benten Kozō[2]
- 1959 : prix Kinema Junpō du meilleur acteur pour Le Pavillon d'or[3]
- 1968 : prix Kinema Junpō du meilleur acteur pour Le Silencieux et La Femme du docteur Hanaoka[3]